# Futbolo klubas Jonava
Il Futbolo klubas Jonava, meglio noto come Jonava, è una società calcistica lituana con sede nella città di Jonava. Dal 2024 milita nella II lyga, la terza divisione del campionato lituano di calcio. La squadra gioca le partite casalinghe al Jonavos miesto stadionas.

## Storia
Il club è stato fondato nel 1991 con il nome Azotas. Al termine della stagione 1991-1992 vinse il suo girone in 2 Lyga e venne promosso in 1 Lyga, la seconda serie del campionato lituano. Dopo aver prima cambiato denominazione in Achema-Lietava Jonava, nel 1996 ha cambiato nuovamente denominazione in Lietava Jonava. Ha passato 24 stagioni consecutive nella 1 Lyga, mancando la promozione in due occasioni (stagioni 1992-1993 e 1998-1999) per aver perso lo spareggio promozione/retrocessione. Ha vinto il campionato di 1 Lyga nel 2015 ed è stato promosso per la prima volta in A Lyga, la massima serie del campionato lituano. Concluse al sesto posto finale nella stagione di esordio in A Lyga. Prima dell'inizio della stagione 2017 cambiò denominazione in Jonava. Chiuse il campionato di A Lyga 2017 al quarto posto, migliorando la prestazione dell'anno precedente.
La A Lyga 2018, invece, si conclude nel peggiore dei modi, con l’ultimo posto e la conseguente retrocessione in 1 Lyga.

## Palmarès

### Competizioni nazionali
- 1 Lyga: 4

1992-1993, 1998-1999, 2012, 2015
- 2 Lyga: 1

1991-1992

## Organico

### Rosa 2019
Rosa come da sito della 1 Lyga.
| N. |                     | Ruolo | Calciatore         |
| -- | ------------------- | ----- | ------------------ |
|    | Lituania (bandiera) | P     | Matas Daškus       |
|    | Lituania (bandiera) | P     | Andrius Skorupskas |
|    | Lituania (bandiera) | P     | Romas Margelis     |
|    | Lituania (bandiera) | D     | Arnas Paškevičius  |
|    | Lituania (bandiera) | D     | Jonas Ulberkis     |
|    | Lituania (bandiera) | D     | Džiugas Raudonius  |
|    | Lituania (bandiera) | D     | Matas Voronko      |
|    | Lituania (bandiera) | C     | Lukas Budraitis    |
|    | Lituania (bandiera) | C     | Artūras Rocys      |
|    | Lituania (bandiera) | C     | Gytis Vasylius     |

| N. |                        | Ruolo | Calciatore         |
| -- | ---------------------- | ----- | ------------------ |
|    | Lituania (bandiera)    | C     | Paulius Osauskas   |
|    | Lituania (bandiera)    | C     | Lukas Sipavičius   |
|    | Lituania (bandiera)    | C     | Šarūnas Činikas    |
|    | Lituania (bandiera)    | C     | Saulius Sivolovas  |
|    | Lituania (bandiera)    | C     | Jurij Juriak       |
|    | Russia (bandiera)      | C     | Filipp Vozdroganov |
|    | Azerbaigian (bandiera) | A     | Kamran Guliyev     |
|    | Lituania (bandiera)    | A     | Laurynas Stonkus   |
|    | Lituania (bandiera)    | A     | Vilius Giedraitis  |

### Rosa 2018
| N. |                          | Ruolo | Calciatore          |
| -- | ------------------------ | ----- | ------------------- |
| 2  | Lituania (bandiera)      | D     | Aurimas Tručinskas  |
| 4  | Lituania (bandiera)      | C     | Martynas Dapkus     |
| 6  | Lituania (bandiera)      | C     | Vilius Armanavičius |
| 8  | Lituania (bandiera)      | C     | Tautvydas Eliošius  |
| 9  | Azerbaigian (bandiera)   | A     | Kamran Guliyev      |
| 10 | Azerbaigian (bandiera)   | C     | Tural Rzayev        |
| 11 | Lituania (bandiera)      | A     | Laurynas Stonkus    |
| 12 | Corea del Sud (bandiera) | D     | Jeon Yong-il        |
| 13 | Lituania (bandiera)      | D     | Gytis Vasylius      |
| 15 | Lituania (bandiera)      | C     | Karolis Šilkaitis   |
| 20 | Lituania (bandiera)      | A     | Ernestas Veliulis   |

| N. |                     | Ruolo | Calciatore             |
| -- | ------------------- | ----- | ---------------------- |
| 21 | Lituania (bandiera) | C     | Arnas Paškevičius      |
| 23 | Canada (bandiera)   | C     | Joseph Di Chiara       |
| 27 | Lituania (bandiera) | C     | Saulius Sivolovas      |
| 31 | Lituania (bandiera) | P     | Lukas Paukštė          |
| 35 | Lituania (bandiera) | A     | Jonas Ulberkis         |
| 37 | Lettonia (bandiera) | D     | Artjoms Osipovs        |
| 44 | Lituania (bandiera) | D     | Lukas Artimavičius     |
| 69 | Brasile (bandiera)  | P     | Guilherme Cioletti     |
| 77 | Lituania (bandiera) | A     | Klaudijus Upstas       |
| 95 | Francia (bandiera)  | C     | Mohamed-Emi Djabrailov |
| 98 | Lituania (bandiera) | C     | Edgaras Makarovas      |
| 99 | Brasile (bandiera)  | A     | Michael Thuique        |

### Rosa 2017
Rosa e numeri come da sito ufficiale.
| N. |                        | Ruolo | Calciatore           |
| -- | ---------------------- | ----- | -------------------- |
| 1  | Lituania (bandiera)    | P     | Povilas Valinčius    |
| 2  | Lituania (bandiera)    | D     | Benas Spietinis      |
| 3  | Lituania (bandiera)    | D     | Aurimas Tručinskas   |
| 4  | Lituania (bandiera)    | C     | Martynas Dapkus      |
| 5  | Bielorussia (bandiera) | D     | Ėduard Žaŭneraŭ      |
| 8  | Lituania (bandiera)    | C     | Tautvydas Eliošius   |
| 9  | Lituania (bandiera)    | A     | Marius Ganusauskas   |
| 10 | Lituania (bandiera)    | C     | Tomas Salamanavičius |
| 11 | Lituania (bandiera)    | A     | Laurynas Stonkus     |
| 13 | Lituania (bandiera)    | D     | Gytis Vasylius       |
| 14 | Ucraina (bandiera)     | A     | Maksym Marusyč       |

| N. |                     | Ruolo | Calciatore              |
| -- | ------------------- | ----- | ----------------------- |
| 15 | Lituania (bandiera) | C     | Karolis Šilkaitis       |
| 17 | Lettonia (bandiera) | D     | Artjoms Osipovs         |
| 21 | Lituania (bandiera) | C     | Arnas Paškevičius       |
| 23 | Lituania (bandiera) | D     | Mindaugas Grigaravičius |
| 26 | Croazia (bandiera)  | D     | Luka Perić              |
| 36 | Ucraina (bandiera)  | C     | Kyrylo Silič            |
| 77 | Lituania (bandiera) | C     | Klaudijus Upstas        |
| 88 | Lituania (bandiera) | P     | Tadas Simaitis          |
| 90 | Lituania (bandiera) | C     | Tadas Eliošius          |
| 94 | Lituania (bandiera) | C     | Artūras Rocys           |
| 98 | Lituania (bandiera) | C     | Edgaras Makarovas       |